# Ermita de Villasfrías
La Ermita de Villasfrías, es una construcción religiosa situada en la localidad de Villanueva del Condado, municipio de Vegas del Condado, provincia de León. 

## Historia
Tiene su origen y antecedentes en el primitivo poblado de San Salvador de Villafría y estaba situado en el paraje que actualmente ocupa el complejo polideportivo municipal en las eras de Villanueva, y por lo tanto a unos centenares de metros al sur del emplazamiento actual de la ermita. Así, pues, es importante conocer algo de lo que fue y significó este poblado de San Salvador, para lo cual tenemos que remontarnos a los primeros tiempos de la Reconquista, concretamente al año 953 de nuestra era, que es cuando tenemos la primera noticia de su existencia. Ello fue debido a que los monjes del Monasterio de San Cosme y San Damián de Abellar tenían un buen patrimonio en fincas en esta zona de la ribera y con el fin de administrarlas mejor fundaron una decania en este paraje, que bautizaron con el nombre de San Salvador de Villa Frugia (San Salvador de Villafría), según consta en documentos que obran en los archivos catedralicios.
A este poblado vendrían a residir, como lo hacían en otros varios sitios, unos pocos frailes de Abellar que se encargarían de levantar una pequeña capilla y residencia para ellos mismos así como unas pequeñas casas para los criados y colonos que trabajaban la tierra.
Los cimientos de estas construcciones se pusieron al descubierto cuando se procedió a remover la tierra para hacer allí mismo las instalaciones del polideportivo. Se comprobó que correspondían a la época y necesidades de esta pequeña población.
Sabemos que el Monasterio de Abellar se fundó en el año 905, en tiempos del rey Alfonso III y del obispo Cixila y estaba situado muy cerca de la actual Canaleja y próximo a Castrillino y Villanueva del Árbol, en la ribera del Torío, en un valle llamado Abellar, que a su vez linda con otro valle de Santa María del Condado.
Como esto ocurría a principios de la Reconquista los reyes asturianos y leoneses de la época querían colonizar y fijar la población en los terrenos conquistados a los musulmanes y para ello entregaban grandes superficies de tierra a los nobles que les habían ayudado con sus tropas en la guerra y a los frailes y al clero, que había huido al norte de la península cuando la invasión de España por los islámicos, para que se establecieran en estas tierras recién conquistadas y fundaran en ellas los monasterios y al mismo tiempo tuvieran tierra suficiente para sobrevivir con su producción, cultivándola directamente ellos algunas veces, pero las más mediante criados, vasallos, colonos y hombre libres; quienes pagaban la renta en especie por ello. Así que ya tenemos un pequeño pueblo en San Salvador, con al parecer un oratorio o pequeña ermita en el mismo poblado, así como también una panera y una pequeña residencia para los frailes; según se deduce del estudio de los cimientos descubiertos durante la construcción del polideportivo municipal.
Sabemos que el Monasterio de Abellar tuvo vida activa hasta el año 1120 y que a partir de esta fecha el monasterio y sus múltiples propiedades pasarían a incrementar las que ya tenía el obispado de León, pues no olvidemos que había sido una fundación episcopal; como episcopales habían sido por entonces también el de San Andrés de Pardomino en Boñar, San Adrián de La Losilla o San Miguel de Escalada. Lo que no sabemos es por cuanto tiempo más siguió habitado este poblado de San Salvador y en qué condiciones administrativas y económicas.
Lo que sí sabemos es que la ermita de Villasfrías es la sucesora de aquella pequeña parroquia de San Salvador; pero a su vez es imposible averiguar en qué momento fue erigida, aunque lo más probable sería cuando los moradores de San Salvador decidieran ir a vivir unos a Villanueva y otros a Vegas, sin descontar que algunos se quedaran temporalmente en aquel poblado.
Todos los indicios señalan que por algún tiempo la ermita fue parroquia de estos tres pueblos, ya que con motivo de la reforma actual de la ermita efectuada en el año 1998-1999 aparecieron los cimientos de la primitiva ermita en forma de cruz latina, aunque sorprendentemente orientada hacia el norte en vez de hacia el este, como es normal. Al sur y casi adosados a ella se descubrieron otros cimientos muy anchos, de cantos rodados, sin labrar, delimitando como una pequeña casa parroquial de 10 metros de larga por 6 de ancha. Detrás de esta casa estaba, al parecer, el cementerio.
La ermita actual no parece que haya sido levantada antes del siglo XIV o quizá el XV. El documento más antiguo que hace referencia a Villafría está el archivo de la catedral de León, donde consta en un diploma del año 1120 que Andrés Domínguez tenía bienes en Villafría y en otro de 1199 se confirman a favor de la catedral los bienes que tiene en este pueblo de Villafría la Condesa Doña Elvira.
El Becerro de Presentaciones de la catedral la contempla aun en pie tres siglos más tarde, hacia el año 1400, con el título de San Salvador, que recambia más tarde por el de “Vírgenes de Villasfrías”, al irse los últimos moradores del poblado, unos a Vegas y otros Villanueva, pero dejando como recuerdo sendas vírgenes, representativas de cada pueblo.
No volvemos a tener noticia escrita de San Salvador hasta el 6 de agosto de 1752, correspondiente al folio 233 del libro primero de bienes de seglares, vecinos y forasteros hacendados en los términos de la villa de Vegas. Al final de la relación de fincas de uno de los hacendados se puede leer: ”sobre las heredades antecedentes y otras que goza en el término mixto de esta villa y el lugar de Villanueva y el despoblado de San Salvador, está fundado un foro a favor del Duque de Uceda por el que paga anualmente 17 celemines de pan, mediados de trigo y centeno y 26 maravedíes en dinero.
Con motivo de la construcción de la actual iglesia parroquial de Vegas en el año 1784 el Santuario de Nuestra Señora de Villasfrías contribuyó con 3216 reales de los 37874 que costó su edificación; lo que nos indica que todavía en aquellos tiempos relativamente recientes Villasfrías tenía vida activa y próspera. No es de extrañar puesto que Villasfrías poseía una gran superficie de terreno en aquella zona y comprendía todo el Perón, desde la entrada de la carretera a Villanueva hasta la de Vegas, a ambos lados de la carretera provincial, así como el monte de Candajo, Valmejite y los valles de Valdefresno y otros. Todos estos terrenos eran mixtos de Villanueva y Vegas hasta últimos del siglo pasado en que procedieron a repartirlos entre los vecinos de ambos pueblos con el fin de cultivarlos, porque por aquellas fechas había aumentado mucho la población de estos pueblos y eran necesarios para producir alimentos con que atender a sus necesidades.
Hasta entonces se dedicaban solo a pastos para el ganado, como queda bien claro en el capítulo 42 de las Ordenanzas Municipales de Vegas del año 1829, que a su vez son copia de otras anteriores y en ellas se estipula: “que dicho término lo han de pastear los ganados de ambos lugares”. No obstante dejaron como mixtos algunos terrenos junto a la ermita, que los repartieron bien entrado el siglo XX.
- Datos: Q5815171